# Saison 2007-2008 des Red Wings de Détroit
Autres saisons
La saison 2007-2008 de la LNH est la 75e saison des Red Wings de Détroit dans la Ligue nationale de hockey et la 81e de la franchise de Détroit.
Battus la saison précédente en finale d'association, les Red Wings décident de poursuivre avec la philosophie de la continuité. Avec peu de changements à l'inter-saison mais une équipe encore plus mûre et jouant sur l'expérience, Détroit entame la saison en favori même si de nombreuses questions subsistent quant à la capacité des cadres vieillissants à tenir sur l’ensemble de la saison puis du tournoi printanier. Le doute est finalement levé, Détroit remporte facilement son sixième Trophée des présidents et est sacré pour la onzième fois champion de la Coupe Stanley en dominant en finale les Penguins de Pittsburgh.

## Saison régulière

### Objectif
Après une dernière saison très honorable, les Red Wings ont prouvé qu'il fallait encore compter sur eux. Bien que vieillissante, la franchise du Michigan a montré, encore l'an dernier, cette aptitude à rester au sommet de la ligue nationale. Les Wings ont en effet terminé à la seconde place du classement final en saison régulière, devancés par les Sabres de Buffalo seulement aux nombres de victoires après avoir terminé à égalité de points.
En séries éliminatoires, Détroit ne s'est incliné que lors de la finale d'association face aux Ducks d'Anaheim sur le score de quatre victoires à deux. Ils sont arrivés à ce stade de la compétition après avoir éliminé les Flames de Calgary et les Sharks de San José alors que très peu de spécialistes n'accordaient une chance aux Wings.
Cette année encore, les supporters des Red Wings et les journalistes ont fait de Détroit l'une des grandes favorites du championnat. Vieillissante mais expérimenté, les Wings restent une équipe très compétitive.
La bonne gestion du manager général des Red Wings, Ken Holland, leur permet aujourd'hui d'avoir un effectif stable et solide. 

Néanmoins bien qu'elle compte dans ses rangs des jeunes joueurs talentueux, l'âge élevé de ses cadres risque d'être un facteur important au cours de la saison.

### Transactions

#### Avant la saison

##### Repêchage 2007
Le tableau ci-dessous reprend la liste des joueurs repêchés lors de la repêchage de 2007. Aucun joueur n'a joué dans la LNH pour les Red Wings au cours de la saison.
| Ronde | Choix | Nom              | Poste     | Nationalité | Équipe junior                    |
| ----- | ----- | ---------------- | --------- | ----------- | -------------------------------- |
| 1     | 27e   | Brendan Smith    | Défenseur | Canada      | Buzzers de St. Michael's (OPJHL) |
| 3     | 88e   | Joakim Andersson | Centre    | Suède       | Frölunda HC (Suède)              |
| 5     | 148e  | Randy Cameron    | Centre    | Canada      | Wildcats de Moncton (LHJMQ)      |
| 6     | 178e  | Zack Torquato    | Centre    | Canada      | Otters d'Érié (LHO)              |
| 7     | 208e  | Bryan Rufenach   | Défenseur | Canada      | Muskies de Lindsay (OPJHL)       |

##### Prolongations
- Pavel Datsiouk prolonge son contrat avec les Red Wings le 5 avril 2007[6]. Il signe une prolongation de contrat de 7 ans et de 46,9 millions de dollars soit une moyenne de 6,7 millions de dollars par année. S'il n'avait pas prolongé, il aurait pu devenir joueur autonome sans compensation à la fin de la saison 2006-2007.
- Jiří Hudler signe pour 2 années supplémentaires aux Red Wings le 5 juillet 2007. Il empochera environ 2 millions de dollars sur les 2 ans. Il était joueur autonome avec restrictions.
- Dominik Hašek prolonge son contrat avec les Red Wings le 5 juillet 2007[7]. Il signe pour une année supplémentaire et pour 2 millions de dollars. Il était joueur autonome sans compensation. Il a longuement hésité entre prendre sa retraite sportive ou encore rejouer une ultime saison avec les Red Wings, à 42 ans il décide de replonger pour un an.

« C'est beaucoup moins que ce qu'il devrait toucher. C'est une de ces ententes où tous sont d'accord pour dire que le joueur vaut plus que cela. Mais Dom ne voulait pas plus que cela. Il le fait pour l'équipe. Il est heureux et c'est tout ce qui importe. »

— Ritch Winter, agent de Dominik Hašek, en parlant du nouveau contrat de son client avec les Red Wings.

##### Arrivées
- Brian Rafalski (Devils du New Jersey) s'engage avec les Red Wings le 1er juillet 2007. Il signe pour une durée de 5 ans et 30 millions de dollars, soit une moyenne de 6 millions de dollars l'année. Il était joueur autonome sans compensation. Il évoluait aux Devils du New Jersey depuis 1999.
- Adam Berkhoel (Americans de Rochester dans la Ligue américaine de hockey) s'engage avec les Red Wings le 2 juillet 2007. Il signe pour une durée de 1 an. Il était joueur autonome sans compensation.
- Brad Ference (Flames de Calgary) s'engage avec les Red Wings le 4 juillet 2007. Il signe pour une durée de 1 an. Il était joueur autonome sans compensation. Il a joué 5 matchs de LNH lors de la dernière saison avec Calgary.
- Dallas Drake (Blues de Saint-Louis) s'engage avec les Red Wings le 8 juillet 2007. Il signe pour 1 an. Il s'agit d'un retour aux Red Wings pour Drake, qui avait été choisi par la franchise du Michigan lors de la sixième ronde du repêchage de 1989. Il était joueur autonome sans compensation. Il évoluait ces six dernières saisons aux Blues de Saint-Louis.
- Mark Hartigan (Ducks d'Anaheim) s'engage avec les Red Wings le 16 juillet 2007. Il signe pour 1 an. Il était joueur autonome sans compensation. Il évoluait aux Ducks d'Anaheim où il était arrivé en cours de saison des Blue Jackets de Columbus.
- Mark Cullen (Flyers de Philadelphie) s'engage avec les Red Wings le 16 juillet 2007. Il signe pour 1 an. Il était joueur autonome sans compensation.
- Carl Corazzini (Blackhawks de Chicago) s'engage avec les Red Wings le 16 juillet 2007. Il signe pour 1 an. Il était joueur autonome sans compensation.

##### Départs
- Mathieu Schneider s'engage avec les Ducks d'Anaheim le 1er juillet 2007. Il signe pour une durée de 2 ans et 11,5 millions de dollars, soit en moyenne 5,75 millions de dollars l'année. Il était joueur autonome sans compensation. Il évoluait aux Red Wings depuis 2002.
- Todd Bertuzzi s'engage avec les Ducks d'Anaheim le 2 juillet 2007. Il signe pour une durée de 2 ans et 8 millions de dollars, soit en moyenne 4 millions de dollars l'année. Il était joueur autonome sans compensation. Il était arrivé des Panthers de la Floride au cours de la saison 2007.
- Robert Lang s'engage avec les Blackhawks de Chicago le 2 juillet 2007. Il signe pour une durée de 2 ans et 8 millions de dollars, soit en moyenne 4 millions de dollars l'année. Il était joueur autonome sans compensation. Il évoluait aux Red Wings depuis 2004.
- Kyle Calder s'engage avec les Kings de Los Angeles le 2 juillet 2007. Il signe pour une durée de 2 ans et 2,75 millions de dollars, soit en moyenne environ 1,4 million de dollars l'année. Il était joueur autonome sans compensation. Il était arrivé des Flyers de Philadelphie au cours de la saison 2007.
- Darryl Bootland s'engage avec les Islanders de New York le 10 juillet 2007. Il signe pour une durée de 1 an. Il était joueur autonome sans compensation. Il évoluait surtout avec l'équipe affilié des Red Wings, les Griffins de Grand Rapids.
- Matt Hussey s'engage avec l'Avalanche du Colorado le 13 juillet 2007. Il signe pour une durée 2 ans. Il était joueur autonome sans compensation. Il évoluait surtout avec l'équipe affilié des Red Wings, les Griffins de Grand Rapids.

#### En cours de saison

##### Prolongations
- Kris Draper prolonge son contrat avec les Red Wings le 26 octobre 2007[9]. Il signe une prolongation de contrat de 3 ans et de 4,75 millions de dollars. Il empochera 2,128 millions de dollars cette saison, recevra 1,85 million de dollars l'année prochaine, 1.65 million de dollars en 2009-2010 et 1,25 million de dollars en 2010-2011.
- Nicklas Lidström prolonge son contrat avec les Red Wings le 27 décembre 2007. Il signe une prolongation de contrat de 2 ans et de 15 millions de dollars. Il empochera 7,5 millions de dollars par saison jusqu'en 2010.
- Chris Osgood prolonge son contrat avec les Red Wings le 9 janvier 2008[10]. Il signe une prolongation de contrat de 3 ans et de 4,5 millions de dollars. Il empochera, en moyenne, 1,5 million de dollars par saison jusqu'en 2010.
- Daniel Cleary prolonge son contrat avec les Red Wings le 11 février 2008[11]. Il signe une prolongation de contrat de 5 ans. Le montant de la transaction n'est pas dévoilé.

##### Arrivées
- Aaron Downey s'engage comme joueur autonome au début de la saison. Ancien joueur des Canadiens de Montréal, il est déjà soumis au ballotage dès la mi-octobre.
- Darren McCarty s'engage comme joueur autonome à la date limite des transferts. Il signe pour 1 an et 450 000 dollars. Arrivé encore blessé il évolue pendant les deux premières semaines aux Griffins de Grand Rapids en Ligue américaine de hockey.
- Brad Stuart, des Kings de Los Angeles, est échangé contre 2 choix de repêchages (2e choix en 2008 et 4e choix en 2009) le 26 février 2008, soit à la date limite des transferts.

### Résultats sur la saison régulière

#### Effectif
Cette section présente la liste des joueurs de Red Wings de Détroit classés par poste lors de la saison.

##### Gardiens de but
| Numéro | Nationalité            | Nom           | Attrape | Acquis | Lieu de naissance              |
| ------ | ---------------------- | ------------- | ------- | ------ | ------------------------------ |
| 30     | Drapeau du Canada      | Chris Osgood  | G       | 2005   | Peace River (Canada)           |
| 35     | Drapeau des États-Unis | Jimmy Howard  | G       | 2003   | Ogdensburg (États-Unis)        |
| 39     | Drapeau de la Tchéquie | Dominik Hašek | G       | 2006   | Pardubice (République tchèque) |

##### Défenseurs
| Numéro | Nationalité            | Nom                  | Lance | Acquis | Lieu de naissance              |
| ------ | ---------------------- | -------------------- | ----- | ------ | ------------------------------ |
| 3      | Drapeau de la Suède    | Andreas Lilja        | G     | 2005   | Landskrona (Suède)             |
| 5      | Drapeau de la Suède    | Nicklas Lidström - C | G     | 1989   | Västerås (Suède)               |
| 8      | Drapeau du Canada      | Brad Ference         | D     | 2007   | Calgary (Canada)               |
| 14     | Drapeau du Canada      | Derek Meech          | G     | 2006   | Winnipeg (Canada)              |
| 22     | Drapeau des États-Unis | Brett Lebda          | G     | 2004   | Buffalo Grove (États-Unis)     |
| 23     | Drapeau du Canada      | Brad Stuart          | G     | 2008   | Rocky Mountain House (Alberta) |
| 24     | Drapeau des États-Unis | Chris Chelios        | D     | 1999   | Chicago (États-Unis)           |
| 28     | Drapeau des États-Unis | Brian Rafalski       | D     | 2007   | Dearborn (États-Unis)          |
| 45     | Drapeau du Canada      | Kyle Quincey         | G     | 2003   | Kitchener (Canada)             |
| 52     | Drapeau de la Suède    | Jonathan Ericsson    | G     | 2002   | Karlskrona (Suède)             |
| 55     | Drapeau de la Suède    | Niklas Kronwall      | G     | 2000   | Stockholm (Suède)              |

##### Attaquants
| Numéro | Nationalité             | Nom                   | Lance | Position | Acquis | Lieu de naissance            |
| ------ | ----------------------- | --------------------- | ----- | -------- | ------ | ---------------------------- |
| 8      | Drapeau du Canada       | Matt Ellis            | G     | AG       | 2002   | Welland (Canada)             |
| 11     | Drapeau du Canada       | Daniel Cleary         | G     | C/AG/AD  | 2005   | Carbonear (Canada)           |
| 13     | Drapeau de la Russie    | Pavel Datsiouk - A    | G     | C        | 1998   | Iekaterinbourg (Russie)      |
| 17     | Drapeau du Canada       | Dallas Drake          | D     | AD       | 2007   | Trail (Canada)               |
| 18     | Drapeau du Canada       | Kirk Maltby           | D     | AG/AD    | 1995   | Guelph (Canada)              |
| 20     | Drapeau du Canada       | Aaron Downey          | D     | AD       | 2007   | Shelburne (Canada)           |
| 26     | Drapeau de la Tchéquie  | Jiří Hudler           | D     | C/AG/AD  | 2002   | Olomouc (République tchèque) |
| 33     | Drapeau du Canada       | Kris Draper - A       | G     | C/AG     | 1993   | Toronto (Canada)             |
| 37     | Drapeau de la Suède     | Mikael Samuelsson     | D     | AD/AG    | 2005   | Mariefred (Suède)            |
| 40     | Drapeau de la Suède     | Henrik Zetterberg - A | G     | C/AG     | 1999   | Njurunda (Suède)             |
| 41     | Drapeau de la Finlande  | Valtteri Filppula     | G     | C/AG     | 2002   | Vantaa (Finlande)            |
| 44     | Drapeau du Canada       | Mark Hartigan         | D     | C        | 2007   | Fort St. John (Canada)       |
| 82     | Drapeau de la Slovaquie | Tomáš Kopecký         | G     | AG/AD    | 2000   | Ilava (Slovaquie)            |
| 93     | Drapeau de la Suède     | Johan Franzén         | G     | C/AG     | 2004   | Vetlanda (Suède)             |
| 96     | Drapeau de la Suède     | Tomas Holmström       | G     | AD/AG    | 1994   | Piteå (Suède)                |

Note: C= capitaine, A= assistant capitaine.

#### Calendrier des matchs de pré-saisons
La saison officielle n'a commencé qu'en octobre 2007. Auparavant, les Red Wings ont disputé des matchs de pré-saisons afin de préparer la saison. Cette section présente le calendrier des matchs de pré-saisons.

##### Septembre 2007
| Date  | Domicile    | Extérieur   | Score | Temps supplémentaire |
| ----- | ----------- | ----------- | ----- | -------------------- |
| 18/09 | Wild        | Red Wings   | 1 / 6 | -                    |
| 20/09 | Red Wings   | Wild        | 2 / 3 | -                    |
| 21/09 | Red Wings   | Penguins    | 1 / 0 | Prolongation         |
| 22/09 | Penguins    | Red Wings   | 2 / 5 | -                    |
| 24/09 | Lightning   | Red Wings   | 4 / 3 | -                    |
| 25/09 | Red Wings   | Rangers     | 6 / 1 | -                    |
| 27/09 | Red Wings   | Lightning   | 3 / 2 | Tirs au but          |
| 28/09 | Maple Leafs | Red Wings   | 6 / 4 | -                    |
| 29/09 | Red Wings   | Maple Leafs | 4 / 0 | -                    |

Bilan de la pré-saison
Nota : PJ : parties jouées, V : victoires, D : défaites, DPr : défaite après prolongation, BP : buts pour, BC : buts contre, Pts : points, Moy : moyenne de spectateurs dans la Joe Louis Arena.
| PJ | V | D | DPr | BP | BC |
| -- | - | - | --- | -- | -- |
| 9  | 6 | 3 | 0   | 34 | 19 |

#### Calendrier des matchs de saison régulière
Cette section présente le calendrier des matchs de saison régulière des Red Wings.

##### Octobre 2007
| Date  | Domicile   | Extérieur  | Score | Temps supplémentaire | Gardien | Spectateurs | Pts    | Statistiques |
| ----- | ---------- | ---------- | ----- | -------------------- | ------- | ----------- | ------ | ------------ |
| 03/10 | Red Wings  | Ducks      | 3 / 2 | Tirs au but          | Hašek   | 17.610      | 2 pts  | 1.0.0        |
| 06/10 | Blackhawks | Red Wings  | 4 / 3 | Tirs au but          | Hašek   | 18.768      | 3 pts  | 1.0.1        |
| 08/10 | Red Wings  | Oilers     | 4 / 2 | -                    | Hašek   | 16.913      | 5 pts  | 2.0.1        |
| 10/10 | Red Wings  | Flames     | 4 / 2 | -                    | Osgood  | 16.629      | 7 pts  | 3.0.1        |
| 12/10 | Red Wings  | Blackhawks | 2 / 3 | -                    | Hašek   | 17.696      | 7 pts  | 3.1.1        |
| 14/10 | Kings      | Red Wings  | 1 / 4 | -                    | Osgood  | 17.215      | 9 pts  | 4.1.1        |
| 15/10 | Ducks      | Red Wings  | 6 / 3 | -                    | Hašek   | 17.174      | 9 pts  | 4.2.1        |
| 18/10 | Sharks     | Red Wings  | 2 / 4 | -                    | Osgood  | 17.496      | 11 pts | 5.2.1        |
| 20/10 | Coyotes    | Red Wings  | 2 / 5 | -                    | Hašek   | 14.154      | 13 pts | 6.2.1        |
| 24/10 | Red Wings  | Canucks    | 3 / 2 | -                    | Hašek   | 17.015      | 15 pts | 7.2.1        |
| 26/10 | Red Wings  | Sharks     | 5 / 1 | -                    | Osgood  | 18.289      | 17 pts | 8.2.1        |
| 28/10 | Canucks    | Red Wings  | 2 / 3 | -                    | Osgood  | 18.630      | 19 pts | 9.2.1        |
| 30/10 | Oilers     | Red Wings  | 1 / 2 | -                    | Osgood  | 16.839      | 21 pts | 10.2.1       |

Bilan du mois d'octobre
| Pts | PJ | V  | D | DPr | BP | BC | Moy.   |
| --- | -- | -- | - | --- | -- | -- | ------ |
| 21  | 13 | 10 | 2 | 1   | 45 | 30 | 17 359 |

##### Novembre 2007
| Date  | Domicile     | Extérieur    | Score | Temps supplémentaire | Gardien | Spectateurs | Pts    | Statistiques |
| ----- | ------------ | ------------ | ----- | -------------------- | ------- | ----------- | ------ | ------------ |
| 01/11 | Flames       | Red Wings    | 1 / 4 | -                    | Osgood  | 19.289      | 23 pts | 11.2.1       |
| 07/11 | Red Wings    | Predators    | 3 / 2 | Tirs au but          | Osgood  | 16.885      | 25 pts | 12.2.1       |
| 09/11 | Red Wings    | Blue Jackets | 4 / 1 | -                    | Hašek   | 18.654      | 27 pts | 13.2.1       |
| 11/11 | Blackhawks   | Red Wings    | 3 / 2 | -                    | Osgood  | 19.045      | 27 pts | 13.3.1       |
| 13/11 | Blues        | Red Wings    | 4 / 3 | -                    | Hašek   | 18.440      | 27 pts | 13.4.1       |
| 17/11 | Red Wings    | Blackhawks   | 3 / 5 | -                    | Hašek   | 20.066      | 27 pts | 13.5.1       |
| 18/11 | Blue Jackets | Red Wings    | 4 / 5 | Tirs au but          | Osgood  | 15.503      | 29 pts | 14.5.1       |
| 21/11 | Red Wings    | Blues        | 3 / 0 | -                    | Osgood  | 19.124      | 31 pts | 15.5.1       |
| 22/11 | Predators    | Red Wings    | 3 / 2 | -                    | Hašek   | 14.346      | 31 pts | 15.6.1       |
| 24/11 | Blue Jackets | Red Wings    | 3 / 2 | Tirs au but          | Osgood  | 17.513      | 32 pts | 15.6.2       |
| 27/11 | Red Wings    | Flames       | 5 / 3 | -                    | Osgood  | 17.108      | 34 pts | 16.6.2       |
| 29/11 | Red Wings    | Lightning    | 4 / 2 | -                    | Osgood  | 17.001      | 36 pts | 17.6.2       |

Bilan du mois de novembre
| Pts | PJ | V | D | DPr | BP | BC | Moy.   |
| --- | -- | - | - | --- | -- | -- | ------ |
| 15  | 12 | 7 | 4 | 1   | 40 | 31 | 18.140 |

##### Décembre 2007
| Date  | Domicile  | Extérieur  | Score | Temps supplémentaire | Gardien | Spectateurs | Pts    | Statistiques |
| ----- | --------- | ---------- | ----- | -------------------- | ------- | ----------- | ------ | ------------ |
| 01/12 | Red Wings | Coyotes    | 3 / 2 | -                    | Osgood  | 18.557      | 38 pts | 18.6.2       |
| 04/12 | Canadiens | Red Wings  | 1 / 4 | -                    | Hašek   | 21.273      | 40 pts | 19.6.2       |
| 07/12 | Red Wings | Wild       | 5 / 0 | -                    | Hašek   | 19.508      | 42 pts | 20.6.2       |
| 09/12 | Red Wings | Hurricanes | 5 / 2 | -                    | Hašek   | 19.609      | 44 pts | 21.6.2       |
| 10/12 | Predators | Red Wings  | 1 / 2 | -                    | Osgood  | 15.056      | 46 pts | 22.6.2       |
| 13/12 | Red Wings | Oilers     | 3 / 4 | Tirs au but          | Hašek   | 18.859      | 47 pts | 22.6.3       |
| 15/12 | Red Wings | Panthers   | 5 / 2 | -                    | Osgood  | 20.066      | 49 pts | 23.6.3       |
| 17/12 | Red Wings | Capitals   | 4 / 3 | Tirs au but          | Hašek   | 19.483      | 51 pts | 24.6.3       |
| 19/12 | Red Wings | Kings      | 6 / 2 | -                    | Hašek   | 19.516      | 53 pts | 25.6.3       |
| 20/12 | Blues     | Red Wings  | 3 / 2 | -                    | Osgood  | 19.150      | 53 pts | 25.7.3       |
| 22/12 | Wild      | Red Wings  | 1 / 4 | -                    | Hašek   | 18.568      | 55 pts | 26.7.3       |
| 26/12 | Blues     | Red Wings  | 0 / 5 | -                    | Osgood  | 19.250      | 57 pts | 27.7.3       |
| 27/12 | Avalanche | Red Wings  | 2 / 4 | -                    | Hašek   | 18.007      | 59 pts | 28.7.3       |
| 29/12 | Coyotes   | Red Wings  | 2 / 4 | -                    | Osgood  | 17.856      | 61 pts | 29.7.3       |
| 31/12 | Red Wings | Blues      | 0 / 2 | -                    | Hašek   | 20.066      | 61 pts | 29.8.3       |

Bilan du mois de décembre
| Pts | PJ | V  | D | DPr | BP | BC | Moy.   |
| --- | -- | -- | - | --- | -- | -- | ------ |
| 25  | 15 | 12 | 2 | 1   | 56 | 27 | 19.458 |

##### Janvier 2008
| Date  | Domicile   | Extérieur | Score | Temps supplémentaire | Gardien | Spectateurs | Pts    | Statistiques |
| ----- | ---------- | --------- | ----- | -------------------- | ------- | ----------- | ------ | ------------ |
| 02/01 | Red Wings  | Stars     | 4 / 1 | -                    | Osgood  | 20.066      | 63 pts | 30.8.3       |
| 05/01 | Stars      | Red Wings | 0 / 3 | -                    | Hašek   | 18.584      | 65 pts | 31.8.3       |
| 06/01 | Blackhawks | Red Wings | 1 / 3 | -                    | Osgood  | 21.869      | 67 pts | 32.8.3       |
| 08/01 | Red Wings  | Avalanche | 1 / 0 | -                    | Hašek   | 19.160      | 69 pts | 33.8.3       |
| 10/01 | Red Wings  | Wild      | 5 / 6 | Tirs au but          | Osgood  | 17.848      | 70 pts | 33.8.4       |
| 12/01 | Sénateurs  | Red Wings | 3 / 2 | -                    | Hašek   | 20.208      | 70 pts | 33.9.4       |
| 15/01 | Red Wings  | Thrashers | 1 / 5 | -                    | Osgood  | 17.408      | 70 pts | 33.10.4      |
| 17/01 | Red Wings  | Canucks   | 3 / 2 | Tirs au but          | Hašek   | 18.878      | 72 pts | 34.10.4      |
| 19/01 | Sharks     | Red Wings | 3 / 6 | -                    | Hašek   | 17.496      | 74 pts | 35.10.4      |
| 22/01 | Kings      | Red Wings | 0 / 3 | -                    | Osgood  | 18.118      | 76 pts | 36.10.4      |
| 23/01 | Ducks      | Red Wings | 1 / 2 | -                    | Hašek   | 17.174      | 78 pts | 37.10.4      |
| 30/01 | Red Wings  | Coyotes   | 3 / 2 | -                    | Osgood  | 18.540      | 80 pts | 38.10.4      |

Bilan du mois de janvier
| Pts | PJ | V | D | DPr | BP | BC | Moy.   |
| --- | -- | - | - | --- | -- | -- | ------ |
| 19  | 12 | 9 | 2 | 1   | 36 | 24 | 18.650 |

##### Février 2008
| Date  | Domicile    | Extérieur    | Score | Temps supplémentaire | Gardien         | Spectateurs | Pts    | Statistiques |
| ----- | ----------- | ------------ | ----- | -------------------- | --------------- | ----------- | ------ | ------------ |
| 01/02 | Red Wings   | Avalanche    | 2 / 0 | -                    | Hašek           | 20.066      | 82 pts | 39.10.4      |
| 02/02 | Bruins      | Red Wings    | 1 / 3 | -                    | Osgood          | 17.565      | 84 pts | 40.10.4      |
| 05/02 | Wild        | Red Wings    | 2 / 3 | Prolongation         | Hašek           | 18.568      | 86 pts | 41.10.4      |
| 07/02 | Red Wings   | Kings        | 3 / 5 | -                    | Osgood          | 18.852      | 86 pts | 41.11.4      |
| 09/02 | Maple Leafs | Red Wings    | 3 / 2 | Prolongation         | Hašek           | 17.615      | 87 pts | 41.11.5      |
| 10/02 | Red Wings   | Ducks        | 2 / 3 | -                    | Osgood          | 19.605      | 87 pts | 41.12.5      |
| 12/02 | Predators   | Red Wings    | 4 / 2 | -                    | Osgood / Howard | 15.692      | 87 pts | 41.13.5      |
| 15/02 | Red Wings   | Blue Jackets | 1 / 5 | -                    | Osgood / Howard | 20.066      | 87 pts | 41.14.5      |
| 17/02 | Stars       | Red Wings    | 1 / 0 | -                    | Howard          | 16.850      | 87 pts | 41.15.5      |
| 18/02 | Avalanche   | Red Wings    | 0 / 4 | -                    | Osgood          | 18.007      | 89 pts | 42.15.5      |
| 22/02 | Flames      | Red Wings    | 1 / 0 | -                    | Osgood          | 19.289      | 89 pts | 42.16.5      |
| 23/02 | Canucks     | Red Wings    | 4 / 1 | -                    | Howard          | 18.820      | 89 pts | 42.17.5      |
| 26/02 | Oilers      | Red Wings    | 4 / 3 | Tirs au but          | Osgood          | 16.839      | 90 pts | 42.17.6      |
| 29/02 | Red Wings   | Sharks       | 2 / 3 | -                    | Hašek           | 20.066      | 90 pts | 42.18.6      |

Bilan du mois de février
| Pts | PJ | V | D | DPr | BP | BC | Moy.   |
| --- | -- | - | - | --- | -- | -- | ------ |
| 10  | 14 | 4 | 8 | 2   | 28 | 36 | 19.731 |

##### Mars 2008
| Date  | Domicile     | Extérieur    | Score | Temps supplémentaire | Gardien        | Spectateurs | Pts     | Statistiques |
| ----- | ------------ | ------------ | ----- | -------------------- | -------------- | ----------- | ------- | ------------ |
| 02/03 | Sabres       | Red Wings    | 2 / 4 | -                    | Hašek          | 18.690      | 92 pts  | 43.18.6      |
| 05/03 | Red Wings    | Blues        | 4 / 1 | -                    | Hašek          | 18.064      | 94 pts  | 44.18.6      |
| 09/03 | Red Wings    | Predators    | 4 / 3 | -                    | Hašek          | 20.066      | 96 pts  | 45.18.6      |
| 11/03 | Red Wings    | Blackhawks   | 3 / 1 | -                    | Osgood         | 18.632      | 98 pts  | 46.18.6      |
| 13/03 | Red Wings    | Stars        | 5 / 3 | -                    | Osgood         | 19.153      | 100 pts | 47.18.6      |
| 15/03 | Red Wings    | Predators    | 1 / 3 | -                    | Osgood         | 20.066      | 100 pts | 47.19.6      |
| 16/03 | Blue Jackets | Red Wings    | 4 / 3 | -                    | Hašek / Osgood | 16.850      | 100 pts | 47.20.6      |
| 19/03 | Red Wings    | Blue Jackets | 3 / 1 | -                    | Osgood         | 19.061      | 102 pts | 48.20.6      |
| 20/03 | Predators    | Red Wings    | 3 / 6 | -                    | Hašek          | 17.112      | 104 pts | 49.20.6      |
| 22/03 | Blue Jackets | Red Wings    | 1 / 4 | -                    | Hašek          | 17.681      | 106 pts | 50.20.6      |
| 25/03 | Blues        | Red Wings    | 1 / 2 | -                    | Osgood         | 19.150      | 108 pts | 51.20.6      |
| 28/03 | Red Wings    | Blues        | 3 / 4 | Prolongation         | Osgood         | 20.066      | 109 pts | 51.20.7      |
| 30/03 | Red Wings    | Predators    | 1 / 0 | Prolongation         | Hašek          | 20.066      | 111 pts | 52.20.7      |

Bilan du mois de mars
| Pts | PJ | V  | D | DPr | BP | BC | Moy.   |
| --- | -- | -- | - | --- | -- | -- | ------ |
| 21  | 13 | 10 | 2 | 1   | 43 | 27 | 19.397 |

##### Avril 2008
| Date  | Domicile   | Extérieur    | Score | Temps supplémentaire | Gardien        | Spectateurs | Pts     | Statistiques |
| ----- | ---------- | ------------ | ----- | -------------------- | -------------- | ----------- | ------- | ------------ |
| 02/04 | Blackhawks | Red Wings    | 6 / 2 | -                    | Hašek / Osgood | 21.653      | 111 pts | 52.21.7      |
| 03/04 | Red Wings  | Blue Jackets | 3 / 2 | -                    | Hašek          | 19.435      | 113 pts | 53.21.7      |
| 06/04 | Red Wings  | Blackhawks   | 4 / 1 | -                    | Hašek          | 20.066      | 115 pts | 54.21.7      |

Bilan du mois d'avril
| Pts | PJ | V | D | DPr | BP | BC | Moy.   |
| --- | -- | - | - | --- | -- | -- | ------ |
| 4   | 3  | 2 | 1 | 0   | 9  | 9  | 19.720 |

## Séries éliminatoires
Cette section présente le calendrier des matchs des séries éliminatoires des Red Wings:

### Premier tour de conférence
| Date  | Domicile  | Extérieur | Score | Temps supplémentaire | Gardien | Spectateurs | Score dans la série |
| ----- | --------- | --------- | ----- | -------------------- | ------- | ----------- | ------------------- |
| 10/04 | Red Wings | Predators | 3 — 1 | -                    | Hašek   | 20 066      | 1—0                 |
| 12/04 | Red Wings | Predators | 4 — 2 | -                    | Hašek   | 20 066      | 2—0                 |
| 14/04 | Predators | Red Wings | 5 — 3 | -                    | Hašek   | 17 113      | 2—1                 |
| 16/04 | Predators | Red Wings | 3 — 2 | -                    | Hašek   | 17 113      | 2—2                 |
| 18/04 | Red Wings | Predators | 2 — 1 | Prolongation         | Osgood  | 20 066      | 3—2                 |
| 20/04 | Predators | Red Wings | 0 — 3 | -                    | Osgood  | 17 113      | 4—2                 |

Bilan du premier tour de conférence
| PJ | V | D | BP | BC | Moy.   |
| -- | - | - | -- | -- | ------ |
| 6  | 4 | 2 | 17 | 12 | 20 066 |

### Demi-finales de conférence
| Date  | Domicile  | Extérieur | Score | Temps supplémentaire | Gardien | Spectateurs | Score dans la série |
| ----- | --------- | --------- | ----- | -------------------- | ------- | ----------- | ------------------- |
| 24/04 | Red Wings | Avalanche | 4 — 3 | -                    | Osgood  | 20 066      | 1—0                 |
| 26/04 | Red Wings | Avalanche | 5 — 1 | -                    | Osgood  | 20 066      | 2—0                 |
| 29/04 | Avalanche | Red Wings | 3 — 4 | -                    | Osgood  | 18 007      | 3—0                 |
| 01/05 | Avalanche | Red Wings | 2 — 8 | -                    | Osgood  | 18 007      | 4—0                 |

Bilan des demi-finales de conférence
| PJ | V | D | BP | BC | Moy.   |
| -- | - | - | -- | -- | ------ |
| 4  | 4 | 0 | 21 | 9  | 20 066 |

### Finale de conférence
| Date  | Domicile  | Extérieur | Score | Temps supplémentaire | Gardien | Spectateurs | Score dans la série |
| ----- | --------- | --------- | ----- | -------------------- | ------- | ----------- | ------------------- |
| 08/05 | Red Wings | Stars     | 4 — 1 | -                    | Osgood  | 20 066      | 1—0                 |
| 10/05 | Red Wings | Stars     | 2 — 1 | -                    | Osgood  | 20 066      | 2—0                 |
| 12/05 | Stars     | Red Wings | 2 — 5 | -                    | Osgood  | 18 532      | 3—0                 |
| 14/05 | Stars     | Red Wings | 3 — 1 | -                    | Osgood  | 18 532      | 3—1                 |
| 17/05 | Red Wings | Stars     | 1 — 2 | -                    | Osgood  | 20 066      | 3—2                 |
| 19/05 | Stars     | Red Wings | 1 — 4 | -                    | Osgood  | 18 532      | 4—2                 |

Finale de Conférence
| PJ | V | D | BP | BC | Moy.   |
| -- | - | - | -- | -- | ------ |
| 6  | 4 | 2 | 17 | 10 | 20 066 |

### Finale de la Coupe Stanley

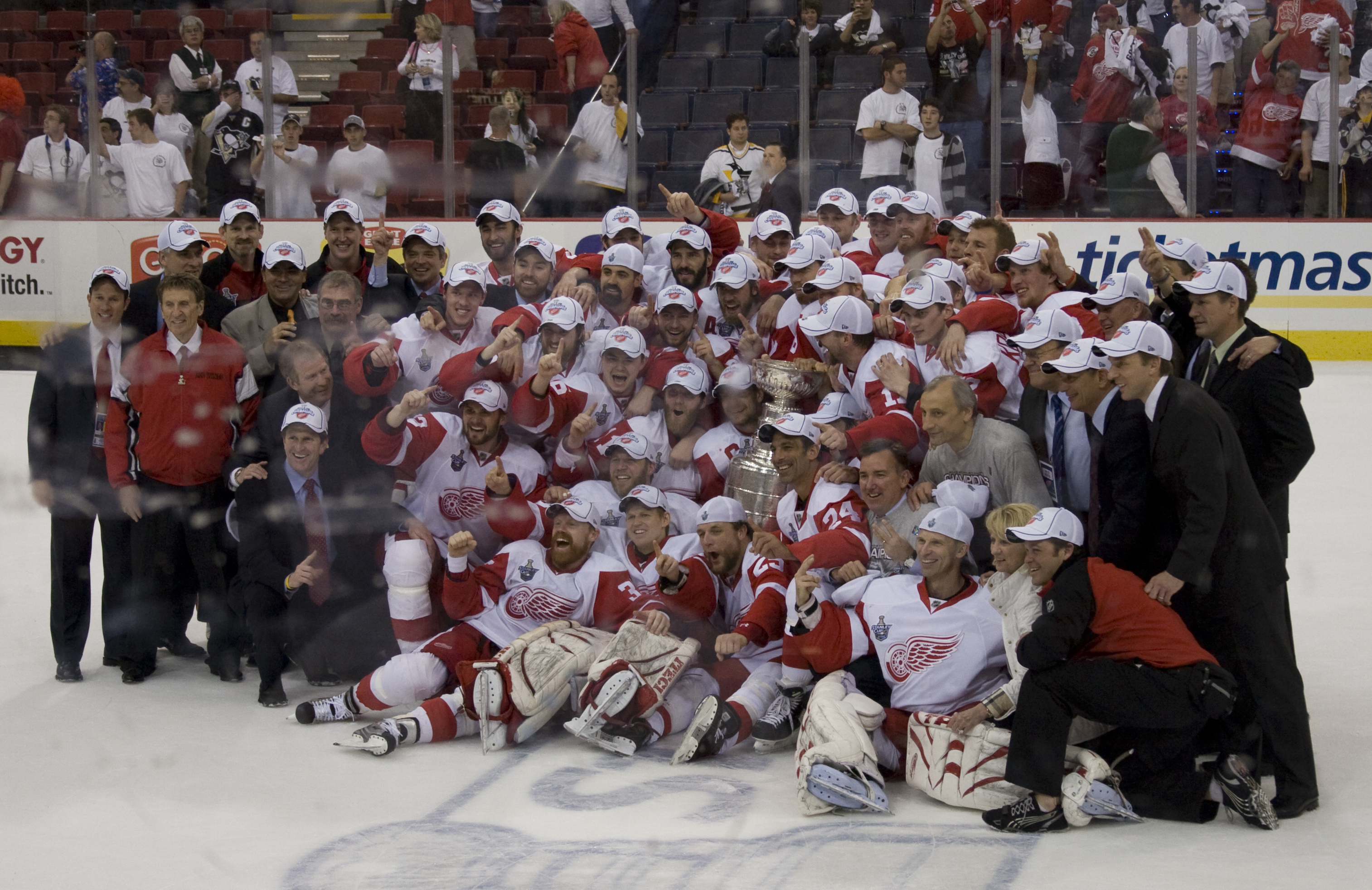
L'équipe des Red Wings de Détroit, vainqueur de la Coupe Stanley lors de la saison 2007-2008.

| Date  | Domicile  | Extérieur | Score | Temps supplémentaire | Gardien | Spectateurs | Score dans la série |
| ----- | --------- | --------- | ----- | -------------------- | ------- | ----------- | ------------------- |
| 24/05 | Red Wings | Penguins  | 4 — 0 | -                    | Osgood  | 20 066      | 1—0                 |
| 26/05 | Red Wings | Penguins  | 3 — 0 | -                    | Osgood  | 20 066      | 2—0                 |
| 28/05 | Penguins  | Red Wings | 3 — 2 | -                    | Osgood  | 17 132      | 2—1                 |
| 31/05 | Penguins  | Red Wings | 1 — 2 | -                    | Osgood  | 17 132      | 3—1                 |
| 02/06 | Red Wings | Penguins  | 3 — 4 | 3 prolongations      | Osgood  | 20 066      | 3—2                 |
| 04/06 | Penguins  | Red Wings | 2 — 3 | -                    | Osgood  | 17 132      | 4—2                 |

Finale de la Coupe Stanley
| PJ | V | D | BP | BC | Moy.   |
| -- | - | - | -- | -- | ------ |
| 6  | 4 | 2 | 17 | 10 | 20 066 |

## Faits marquants
- Le 8 octobre 2007, Chris Chelios joue sa 1 550e partie en carrière dans la LNH et dépasse ainsi Alex Delvecchio au 8e rang de l'histoire pour le nombre de parties jouées.
- Henrik Zetterberg inscrit au moins 1 point lors des 10 premiers matchs de la saison.
- Le 15 décembre 2007, face aux Panthers de la Floride, Mike Babcock remporte sa 200e victoire dans sa carrière d'entraîneur.
- Le 9 janvier 2008, face à l'Avalanche du Colorado, Chris Chelios devient à 45 ans et 348 jours, le 2e joueur le plus âgé à prendre part à une rencontre de la ligue nationale, devancé par Gordie Howe et ses 52 ans.
- Le 10 février 2008, face aux Ducks d'Anaheim, Chris Chelios joue sa 1 600e partie en carrière.
- Le 13 février 2008, la victoire face aux Stars de Dallas permet aux Red Wings d'atteindre la barre des 100 points pour une huitième saison d'affilée, égalant la performance des Canadiens de Montréal qui avaient fait de même entre 1975 et 1982[13].

| Saison régulière |                          |                  |
| Nom              | performance              | Date             |
| Tomas Holmström  | 700e match               | 3 octobre 2007   |
| Kris Draper      | 300e point               | 12 octobre 2007  |
| Jiří Hudler      | 100e match               | 18 octobre 2007  |
| Dominik Hašek    | 700e match               | 20 octobre 2007  |
| Mike Babcock     | 200e victoire            | 15 décembre 2007 |
| Nicklas Lidström | 700e passe               | 2 janvier, 2008  |
| Chris Chelios    | 1600e match              | 10 février 2008  |
| Pavel Datsiouk   | 400e point               | 18 février 2008  |
| Dallas Drake     | 1000e match / 300e passe | 11 mars 2008     |

### Classement de l'équipe

#### Division centrale
Voici le classement final de la division centrale de la saison 2007-2008.
| Equipes                  | PTS | MJ | V  | D  | DP | BP  | BC  | Domicile | Extérieur |
| ------------------------ | --- | -- | -- | -- | -- | --- | --- | -------- | --------- |
| Blackhawks de Chicago    | 88  | 82 | 40 | 34 | 8  | 239 | 235 | 23.16.2  | 17.18.6   |
| Blue Jackets de Columbus | 80  | 82 | 34 | 36 | 12 | 193 | 218 | 20.14.7  | 14.22.5   |
| Red Wings de Détroit *   | 115 | 82 | 54 | 21 | 7  | 257 | 184 | 29.9.3   | 25.12.4   |
| Predators de Nashville * | 91  | 82 | 41 | 32 | 9  | 230 | 229 | 23.14.4  | 18.18.5   |
| Blues de Saint-Louis     | 79  | 82 | 33 | 36 | 13 | 205 | 237 | 20.15.6  | 13.21.7   |

(*) qualifié pour les séries éliminatoires.

### Classement divers
Cette section présente le classement des Red Wings selon diverses catégories dans la ligue nationale, dans l'association de l'Ouest et enfin dans la division centrale.
|                        | V   | BP  | BC  | PTS |
| ---------------------- | --- | --- | --- | --- |
| Ligue nationale        | 1er | 3e  | 1er | 1er |
| Association de l'Ouest | 1er | 1er | 1er | 1er |
| Division centrale      | 1er | 1er | 1er | 1er |

### Classement individuel
Cette section présente les leaders individuels des Red Wings dans divers catégories.
| Rubrique              | Joueur                       | Statistique |
| --------------------- | ---------------------------- | ----------- |
| Points                | Pavel Datsiouk               | 97          |
| Buts                  | Henrik Zetterberg            | 43          |
| Passes                | Pavel Datsiouk               | 66          |
| +/-                   | Pavel Datsiouk               | +41         |
| Minutes de pénalités  | Aaron Downey                 | 116         |
| Victoires (Gardien)   | Chris Osgood / Dominik Hašek | 27          |
| Pourcentage (Gardien) | Chris Osgood                 | 91,4        |
| Avg (Gardien)         | Chris Osgood                 | 2,09        |

#### Statistiques en saison régulière
| Joueur            | MJ | B  | P  | Pts | +/- | Pen |
| ----------------- | -- | -- | -- | --- | --- | --- |
| Pavel Datsiouk    | 82 | 31 | 66 | 97  | 41  | 20  |
| Henrik Zetterberg | 75 | 43 | 49 | 92  | 30  | 34  |
| Nicklas Lidstrom  | 76 | 10 | 60 | 70  | 40  | 40  |
| Brian Rafalski    | 73 | 13 | 42 | 55  | 27  | 34  |
| Daniel Cleary     | 63 | 20 | 22 | 42  | 21  | 33  |
| Jiří Hudler       | 81 | 13 | 29 | 42  | 11  | 26  |
| Tomas Holmström   | 59 | 20 | 20 | 40  | 9   | 58  |
| Mikael Samuelsson | 73 | 11 | 29 | 40  | 21  | 26  |
| Johan Franzen     | 72 | 27 | 11 | 38  | 12  | 51  |
| Valtteri Filppula | 78 | 19 | 17 | 36  | 16  | 28  |

| Gardien       | MJ | Min  | V  | D  | DP | BC | SO | %    | Moy  |
| ------------- | -- | ---- | -- | -- | -- | -- | -- | ---- | ---- |
| Chris Osgood  | 43 | 2409 | 27 | 9  | 4  | 84 | 4  | 91,4 | 2,09 |
| Dominik Hašek | 41 | 2350 | 27 | 10 | 3  | 84 | 5  | 90,2 | 2,14 |
| Jimmy Howard  | 4  | 197  | 0  | 2  | 0  | 7  | 0  | 92,6 | 2,13 |

#### Statistiques en séries éliminatoires
| Joueur            | MJ | B  | P  | Pts | +/- | Pen |
| ----------------- | -- | -- | -- | --- | --- | --- |
| Henrik Zetterberg | 22 | 13 | 14 | 27  | 16  | 16  |
| Pavel Datsiouk    | 22 | 10 | 13 | 23  | 13  | 6   |
| Johan Franzen     | 16 | 13 | 5  | 18  | 13  | 14  |
| Niklas Kronwall   | 22 | 0  | 15 | 15  | 16  | 18  |
| Jiří Hudler       | 22 | 5  | 9  | 14  | -1  | 14  |
| Brian Rafalski    | 22 | 4  | 10 | 14  | 6   | 12  |
| Nicklas Lidström  | 22 | 3  | 10 | 13  | 8   | 14  |
| Mikael Samuelsson | 22 | 5  | 8  | 13  | 8   | 8   |
| Tomas Holmström   | 22 | 4  | 8  | 12  | 4   | 26  |
| Valtteri Filppula | 22 | 5  | 6  | 11  | 7   | 2   |

| Joueur        | MJ | Min  | V  | D | BC | SO | %    | Moy  |
| ------------- | -- | ---- | -- | - | -- | -- | ---- | ---- |
| Chris Osgood  | 19 | 1160 | 14 | 4 | 30 | 3  | 93,0 | 1,55 |
| Dominik Hašek | 4  | 206  | 2  | 2 | 10 | 0  | 88,8 | 2,91 |

### Bilan

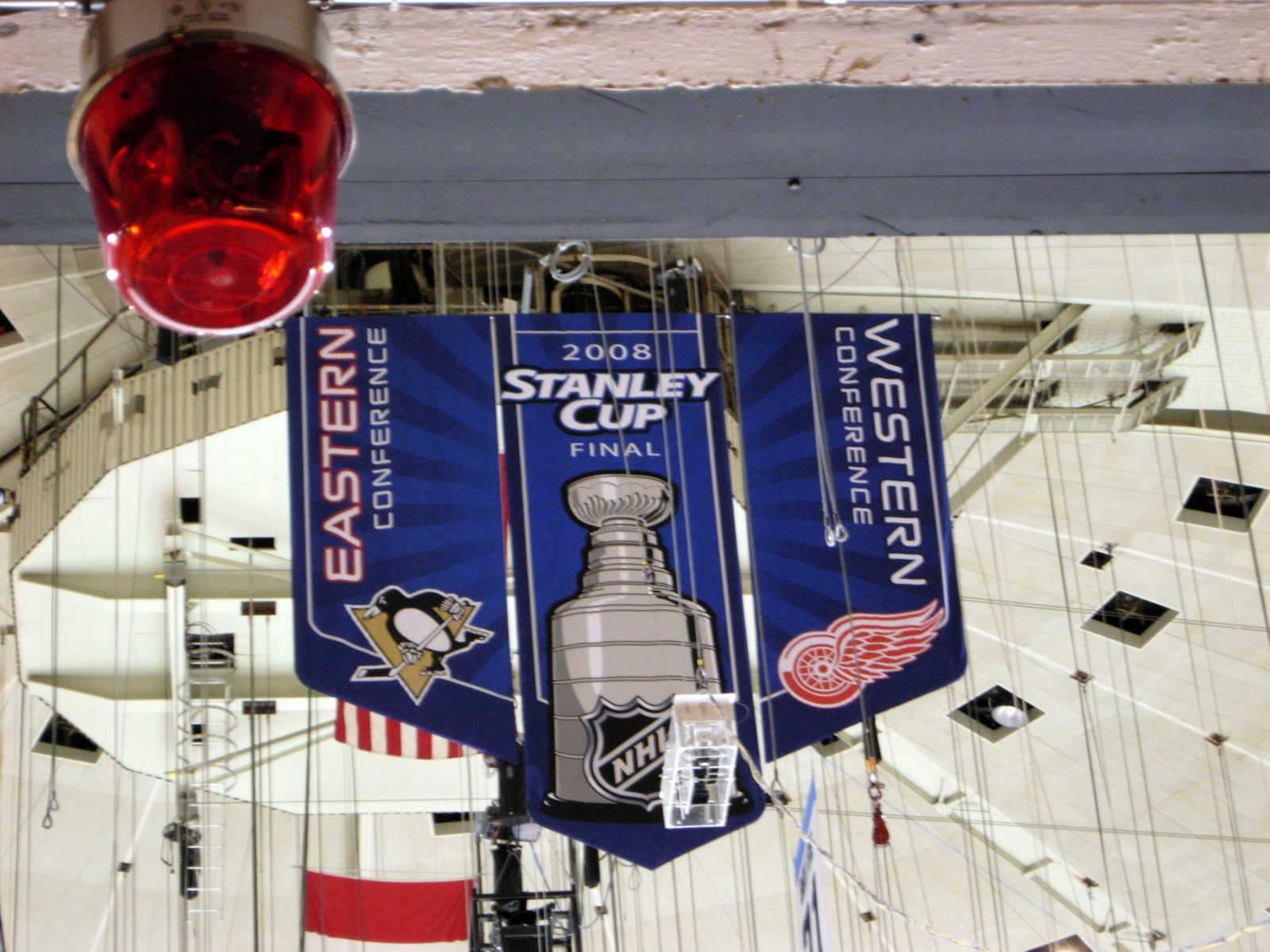
Bannière pour la finale de la Coupe Stanley opposant les Penguins aux Red Wings.

Philosophie payante lors de la saison régulière, les Red Wings impressionnent de bout en bout et dominant sans trop de mal sa Division centrale devançant les Predators de Nashville avec pas moins de 24 points d'avance. Détroit domine aussi facilement sa conférence et la ligue devançant finalement les Canadiens de Montréal avec 115 points contre 104 pour l’équipe Québécoise, remportant ainsi leur sixième trophée des présidents.
En séries éliminatoires, au premier tour, les Red Wings dominent les Predators, devenu depuis peu leur principal adversaire de leur division, 4 manches à 2. Détroit s’impose mais ne convainc pas vraiment. Lors du second tour la franchise du Michigan affronte leur plus grand rival de la ligue, en l’occurrence l'Avalanche du Colorado. Et en fait il n’y a pas eu de match, Détroit s’impose facilement en 4 manches face à une équipe de Denver dépassée. Néanmoins le match fut légèrement déséquilibré par le fait que la franchise du Colorado avait une liste importante de joueurs blessés.

En finale de conférence les Red Wings affrontent la seconde équipe dont la rivalité est la plus importante depuis quelques années, les Stars de Dallas. Victoire 4 manches à 2 toujours en montant en puissance. Après avoir dominé leurs trois principaux rivaux de la ligue, Détroit rejoint la finale de la Ligue nationale où elle va retrouver les Penguins de Pittsburgh de Sidney Crosby et de Ievgueni Malkine.
Dans sa salle les Red Wings démontrent leur puissance en remportant les deux premiers matchs en blanchissant leur adversaires (4 buts à 0 puis 3 buts à 0), muselant parfaitement le tandem de Pennsylvanie et avec un très bon Chris Osgood qui est devenu  au fur et à mesure des séries le gardien numéro devant Dominik Hašek. De retour chez eux Pittsburg arrache le match 3 sur le score de 3 buts à 2. Le quatrième match de la série va tourner à l'avantage des Red Wings, les Penguins perdant pour la première fois sur leur glace depuis février sur le score de 2 buts à 1. Les Penguins et les Red Wings retournent donc à Détroit pour un cinquième match pouvant donner la victoire aux Red Wings sur leur glace et devant leur public. Les Wings mènent 3 buts à 2 à seulement 35 secondes de la fin du match et pensent tenir enfin leur titre de champion mais les Penguins égalisent. Trois périodes de prolongation vont être nécessaire pour voir finalement Pittsburgh entrer le suspens dans cette finale. Le traumatisme de la défaite face aux Ducks lors du match 5 de la saison précédente resurgit.

La Coupe Stanley va finalement revenir aux Red Wings à la suite du sixième match de la série, match disputé sur la glace des Penguins grâce à un succès 3 buts à 2 non sans avoir eu de nombreuses frayeurs en fin de matchs comme à la Joe Louis Arena quelques jours auparavant. Les Red Wings de Détroit décrochent  leur onzième coupe Stanley se rapprochant des Maple Leafs de Toronto avec leur treize trophées.